# 1984 год в истории метрополитена
В этой статье перечисляются основные  события из истории метрополитенов в 1984 году. Полужирным шрифтом выделены открытия новых транспортных систем.

## События

### Первое полугодие
- 10 марта — открыта пятая линия  Мюнхенского метрополитена с 6 станциями: «Вестендштрассе», «Хаймеранплац», «Шванталерхёэ», «Терезиенвизе», «Хауптбанхоф», «Карлсплац (Штахус)». В Мюнхене стало 50 станций.
- 20 мая — открыт надземный метрополитен Майами (Miami Metrorail).
- 24 июня — открыто электродепо «Московское» Минского метрополитена.
- 29 июня — открыта первая очередь Минского метрополитена, содержащая станции: «Московская», «Парк Челюскинцев», «Академия наук», «Площадь Якуба Коласа», «Площадь Победы», «Октябрьская», «Площадь Ленина», «Институт культуры». В белорусской столице 8 станций.

### Второе полугодие
- 10 августа — открыта первая очередь Салтовской линии Харьковского метрополитена: «Исторический музей», «Дзержинская» (ныне «Университет»), «Пушкинская», «Киевская», «Барабашова» (ныне «Академика Барабашова»). В Харькове 18 станций.
- 2 июня — открытие Дортмундского метрополитена.
- 1 сентября — на действующем участке открыта 8-я станция метрополитена Хельсинки — «Сёрняйнен».
- сентябрь — началось строительство станций «Спортивная» и «Гагаринская» Самарского метрополитена.
- 3 ноября — открыт третий участок линии C Пражского метрополитена длиной 2,2 км с двумя станциями: «Влтавска» и «Фучикова» (ныне «Надражи Голешовице»).
- 5 ноября — открыта первая очередь Волгоградского метротрама, содержащая станции «Площадь Ленина», «Комсомольская» и «Пионерская».
- 8 декабря — открыт первый участок Узбекистанской линии Ташкентского метрополитена длиной 5,6 км с 5 станциями: «Алишера Навои», «Узбекистанская», «Космонавтов», «Айбек», «Ташкент».
- 10 декабря — открыт участок Линии C Лионского метрополитена от станции Круа-Русс до станции Кюир.
- 28 декабря — открыта 44-я станция Ленинградского метрополитена «Рыбацкое».
- 30 декабря — открыты:
  - станции Московского метрополитена «Кантемировская», «Ленино» (ныне — «Царицыно») и «Орехово». В Москве 127 станций.
  - пятый участок Куренёвско-Красноармейской линии Киевского метрополитена длиной 2,3 км с двумя станциями: «Красноармейская» (ныне «Дворец Украина») и «Дзержинская» (ныне «Лыбедская»).

## Происшествия
| Дата                             | Метро                   | Погибли | Пострадали | Описание |
| -------------------------------- | ----------------------- | ------- | ---------- | --- |
| 31 декабря 1984 — 8 февраля 1985 | Московский метрополитен | 0       | 0          | Движение на новооткрытом участке от станции «Каширская» до станции «Орехово» было прекращено в связи с выходом плывуна. После восстановления организовано вилочное движение: поезда, прибывавшие из центра на станцию «Каширская», отправлялись по очереди в сторону станции «Каховская» и в сторону станции «Орехово». |